# إيون فلوكس (لعبة فيديو)
إيون فلوكس هي اقتباس لعبة فيديو من فيلم خيال علمي بنفس الاسم، مع عناصر من مسلسل الرسوم المتحركة إيون فلوكس. أصدرت اللعبة في 15 نوفمبر عام 2005 في أمريكا الشمالية للبلاي ستايشن 2 والإكس بوكس.

## ملخص الحبكة
تجري أحداث اللعبة في عام 2415، بعد أن قضى داء على معظم سكان الأرض ماعدا دولة - مدينة واحدة مسورة ومحصنة، بريغنا. تحكم المدينة من قبل مؤتمر من العلماء الذين اكتشفو لقاح للمرض. في حين أن إيون فلوكس، الشخصية الملعوبة والعميلة العليى في التمرد «المونيكي» تحت الأرض، ترسل في مهمة لقتل رئيس الحكومة (تريفر غودتشايلد) فتكشف عالم من الأسرار مما يجعلها تشك في مهمتها وتتساؤل عن كل شيء اعتقدت معرفته.
تحاول قصة اللعبة سد الفجوة بين المسلسل التلفزيوني والفيلم وتوضيح التناقضات المختلفة، مثل وجود الغابة خارج بريغنا والصيغ المختلفة لتريفر غودتشايلد في الفيلم والمسلسل. ومع ذلك، كثير من صور وأساليب اللعبة تميل أكئر إلى الفيلم، ما يكمله حقيقة أن مظهر إيون في اللعبة مبني بالكامل تقريباً على نسخة فيلم تشارليز ثيرون، وهي تقوم بأداء صوتها أيضاً.

## التطوير
لم تكن هذه المحاولة الأولى للعبة مبنية على إيون فلوكس; ببساطة كانت الناجحة الأولى. تجاهلاً لجهد قصير الأمد من قبل استوديو تطوير بائد، كانت هناك محاولتان جادتان لإنشاء لعبة فيديو إيون فلوكس قبل إصدار 2005.

### لعبة 1996 غير المكتملة
أعلن عن لعبة مبنية على مسلسل الرسوم الأصلي 9 أبريل عام 1996 على البلاي ستايشن وويندوز 95. اللعبة، التي كانت مبنية بشكل كبير على حلقة «الديميورغوس»، طورتها كريو إنتراكتيف وتم نشرها من قبل فياكوم نيو ميديا. ظهرت اللعبة أولاً في معرض الترفيه الإلكتروني في نفس السنة، حتى الاعلانات التجارية ادرجت في في إتش إس 1996 لسلسة الرسوم المتحركة.
اندمجت فياكوم نيو ميدبا مع فيرجن انتراكتف في منتصف طريق تطوير اللعبة. أدى الاندماج إلى إلغاء ألعاب فياكوم نيو ميديا التي الذي ترك كريو أثناء التطوير من دون الحقوق لاستخدام ملكية إيون فلوكس. لكن أصول اللعبة لم تفقد، ولكن أعيد صياغتها إلى باكس كوربس، بعد أن تم تجريدها من كل الارتباطات محفوظة الحقوق مع إيون فلوكس، باكس كوربس لا تحتفظ بالعديد من أوجه التشابه الواضحة من مسلسل الرسوم المتحركة الأصلي. تحديداً الأجزاء من الحبكة المماثلة ل«الديمورغوس» والعديد من تفاصيل التصميم تحمل تشابه واضح إلى نماذج موجودة في العرض.

### لعبة 2000 غير المكتملة
تم القيام بمحاولة فاشلة أخرى من قبل ذا كوليكتيف، في وقت ما في 2000، وكان من المقرر أن تنشرها جي تي إنتراكتيف. وكانت باستخدام نسخة من أنريل إنجين، وبدت بعنوان عمل من منظور الشخص الثالث ثلاثية الأبعاد مشابهة للعنوان ذا كوليكتيف السابقة، ستار تريك: التسعة من الفضاء السحيق: الساقط. لكن مرة أخرى، في مرحلة ما خلال التطوير، تم إلغاء اللعبة وتلاشى المشروع.

### لعبة 2005 المكتملة
لكي تتزامن مع صدور الفيلم القادم، كلف المطور ترمينال ريالتي بإنشاء لعبة تتعادل مع الفيلم. قدم للفريق عشرة أشهر فقط لإنهاء اللعبة، فترة زمنية قصيرة للعبة غير تتمة (خصوصاً في 2005)، كما كان لابد له من الخروج في وقت العرض الأول للفيلم. مع ذلك، قامت ترمينال ريالتي بالمهمة وأتمت لعبة إيون فلوكس في أقل من عام، يرجع ذلك جزئياً إلى حقيقة أن المطور أنشأ معظم اللعبة باستخدام محرك اللعبة السابقة، بلودراين 2. بعد تسع سنين من المحاول المشؤومة الأولى وخمس بعد الثانية، تم الانتهاء أخيراً من لعبة إيون فلوكس وأصدرت في نوفمبر 2005.

## الاستقبال
على الرغم من أنه ينظر إليها «نقداً سريعاً» لفيلم قنبلة، الذي عززه وقت التطوير القصير جداً، حظيت لعبة إيون فلوكس في الواقع على استجابة حاسمة محترمة إلى حد ما. في 31 يناير 2006، برنامج استعراض ألعاب الفيديو في شبكة تلفزيون جي 4 إكس - بلاي أظهرت عرض للعبة إيون فلوكس المبنية على الفيلم. أظهرت ذا سيغامينت مضيفة إكس - بلاي كورغان ويب مرتدية زي أسود وباروكة تشبه شخصية إيون فلوكس الأصلية. من منظور أداء إيون نفسها، علقت ويب على أجزاء من اللعبة خلال استعراضها ; انتهى الاستعراض بختم إيون\ويب بـ«أخيراً أحصل على لعبة الفيديو الخاصة بي بعد 15 عاماً، وتحصل على 3 من أصل 5» _ كان تقدير إكس-بلاي «متوسط». اتفقت معظم وسائل الاعلام بتقييم ويب، وقيمت اللعبة حوالي «متوسط» إلى «جيد جداً»، والبعض منها مدرجة أدناه.

## نتائج الاستعراضات المختارة
- غايم برو - 3.5/5
- غايم سبوت - 7.2/10 (جيد)
- آي جي إن - 7.8/10
- أنديرغراوندأونلاين - C+
- إكس - بلاي - 3/5

## وصلات خارجية
- إيون فلوكس على موبي غايمز
- إيون فلوكس (بي إس 2) على غايم سبوت
- إيون فلوكس (بي إس 2) على غايمفاكز
- AeonFlux.Org تروي المحاولات السابقة، وتتضمن لقطات من الألعاب غير المكتملة.